# Иоиль (Котович)
Иоиль Котович (ок. 1777 — 1846) — архимандрит Виленского Свято-Духова монастыря Русской православной церкви и педагог. 

## Биография
Котович родился около 1777 года в семье белорусского священника-дворянина. Получил образование в Могилёвской духовной семинарии, в которой начал и свою службу в 1801 году учителем. 
В 1803 году он был рукоположён во священника к Могилёвскому собору; был ключарём при соборе, экзаменатором ставленников и присутствующим в духовной консистории; овдовев, принял 4 апреля 1806 года монашество с именем Иоиль и был назначен законоучителем Второго кадетского корпуса в городе Санкт-Петербурге. 
15 февраля 1813 года Иоиль Котович был посвящён в архимандрита Виленского Свято-Духова монастыря и назначен законоучителем в Императорский Виленский университет. 
При нём на сумму, испрошенную при проезде через Вильну российского императора Александра I, в 1815 году был заново обстроен монастырь. В 1814 году духовник великой княгини Александры Павловны (супруги венгерского палатина), иеромонах Герман, возвращаясь из Австрии в Санкт-Петербург, посетил Вильну и сообщил добытые им в цареградских архивах сведения относительно нахождения в под-алтарной пещере мощей Святых мучеников Антония, Иоанна и Евстафия. В 1826 году, в настоятельство Иоиля, и было совершено официальное открытие мощей. 
Страдая временными «припадками умопомрачения», Иоиль однажды, во время поездки по губернии, совершил несколько противозаконных поступков: не повиновался местным властям, стрелял в народ и т. п. За это, после суда, 29 октября 1830 года, был лишён орденов, креста и сана и заключён на безысходное пребывание в Суздальский Спасо-Евфимиев монастырь. По недоразумению, он не был помещён в монастырь тамошним настоятелем в число рядовых монахов и содержался на собственном иждивении в арестантском отделении до 8 февраля 1838 года. Измождённый долгим заключением, больной, Иоиль просил в 1840 году о переводе его в какой-нибудь другой монастырь, в местность с более благоприятными климатическими условиями. По докладу Священного Синода, Государь повелел перевести его в Свято-Успенскую Саровскую пустынь, где он видимо и скончался 26 июля 1846 года.